# Stan Love
Stanley S. Love, detto Stan (Los Angeles, 9 aprile 1949 – 27 aprile 2025), è stato un cestista statunitense, professionista nella NBA e nella ABA, padre di Kevin Love, militante attualmente in NBA nelle file dei Miami Heat.

## Biografia
Stanley Love nacque il 9 aprile 1949 a Los Angeles, quartogenito dei sei figli di Milton Edward Love, un operaio della lamiera, e di Emily Glee Wilson, una cantante, nonché fratello minore di Mike Love, il membro fondatore dei The Beach Boys.

## Carriera
Ala grande di 206 cm, Love si diplomò alla Morningside High School (dove giocò come centro durante il suo ultimo anno), a Inglewood, in California, e giocò poi a livello universitario per gli Oregon Ducks dal 1968 al 1971.
Venne selezionato dai Baltimore Bullets al primo giro del Draft NBA 1971 (9ª scelta assoluta).
Ebbe una carriera professionistica di quattro anni con Baltimora, i Los Angeles Lakers della NBA e i San Antonio Spurs, allora membri dell'American Basketball Association. Si ritirò dallo sport nel 1975, con medie a partita di 6,6 punti (con 0,440 dal campo e 0,751 ai tiri liberi), 3,9 rimbalzi e 2,5 falli per 14,7 minuti in 239 partite in carriera.
Venne inserito nella Hall of Fame dell'atletica dell'Università dell'Oregon nel 1994.

### Custode di Brian Wilson
Alla fine degli anni '70, Love, insieme al modello professionista Rocky Pamplin, fu impiegato a tempo pieno come "custode" di Brian Wilson, nel tentativo di renderlo più produttivo per i Beach Boys, spesso ricorrendo alla forza fisica. Nel 1982, Love e Pamplin furono multati di 750 dollari e posti in libertà vigilata per sei mesi per un'invasione domestica e un'aggressione a Dennis Wilson. Nel 1990, Love presentò una petizione per essere nominato tutore legale di Brian Wilson, che portò in parte alla rottura, ordinata dal tribunale, dei legami personali e finanziari tra Wilson e il suo terapeuta Eugene Landy nel 1991.[8]